# Mala (Gebetskette)

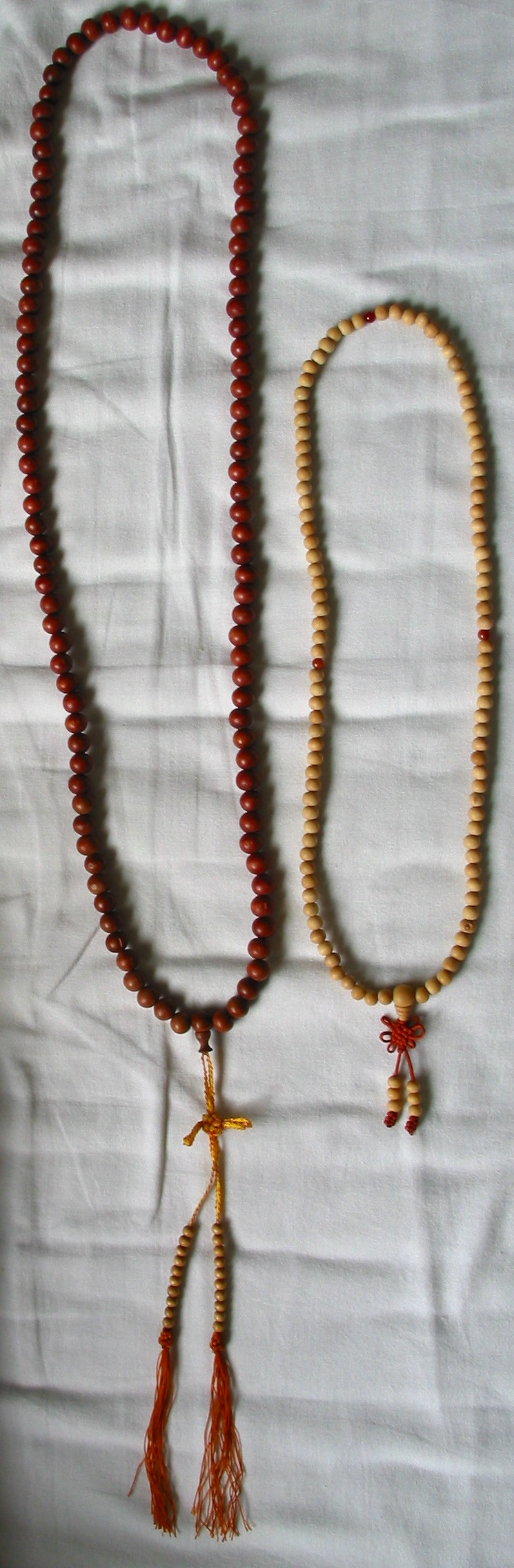
Einfache Malas

Die Mala (Sanskrit माला mālā f.) ist eine im Hinduismus und Buddhismus gebräuchliche Gebetskette. Sie kann unterschiedliche Größen und Längen haben und besteht in der Regel aus 108 einzelnen Perlen und einer zusätzlichen größeren Perle, die „Guru-Perle“, „Sumeru-Perle“ oder „Bindu-Perle“ genannt wird. In ihr läuft das meist mit Quasten geschmückte Perlenband zusammen. Normalerweise stellt man sie aus Naturprodukten (Nussfrüchte, Palmholz-Perlen) her, im Buddhismus auch gerne aus Bodhibaumholz-Perlen, da Buddha Shakyamuni unter einem Bodhi-Baum Erleuchtung erlangte. Verschiedentlich verwendet man Knochen oder Hornperlen, um an die Vergänglichkeit allen Seins zu erinnern.

## Verwendung
Die Mala wird um den Hals oder um das Handgelenk gewickelt getragen.
Sie dient zum Zählen der Wiederholungen bei der Rezitation eines Mantras. Dabei steht jede Perle für eine Wiederholung und wird während des Rezitierens üblicherweise mit dem Daumen im Uhrzeigersinn gedreht. Es existieren jedoch auch unterschiedliche Traditionen, die andere Handtechniken vorschreiben.
Die Zählung beginnt stets mit einer der beiden Perlen direkt neben der Guru-Perle. Nach 108 Wiederholungen erreicht man wieder die Guru-Perle, die selbst nicht mitgezählt wird. Dann wird die Kette umgedreht, und man zählt erneut in umgekehrter Richtung.

## Bedeutung im Hinduismus
Jedes dieser Elemente stellt einen Namen des Gottes dar, dem der gläubige Hindu sein Anliegen darbringt. Besonders fromme Hindus wissen alle 108 Namen und Attribute der angebeteten Gottheit auswendig; für die Anderen gibt es Bücher zu kaufen, in denen die Gebetsnamen der wichtigsten Gottheiten nachzulesen sind. Das sind beispielsweise die Namen von Shiva, Ganesha, Vishnu oder die Namen der Göttin Kali. Meist verwenden Verehrer von Vishnu Malas aus dem Holz der Tulsipflanze, Verehrer von Shiva und Kali dagegen Rudrakshas, die getrockneten, angeblich besonders heilsamen Früchte des Rudraksha-Baumes.
Der Hindu-Gott Vishnu und seine Avatare (v. a. Vamana) halten in mittelalterlichen Darstellungen anstelle des Lotos (padma) häufig eine Gebetskette als viertes Attribut neben der Keule (gada), der Wurfscheibe (chakra) und dem Schneckenhorn (shankha) in einer ihrer Hände.

## Bedeutung im Buddhismus
Im Buddhismus verkörpern die 108 Perlen die 108 Bände der gesammelten Lehren Buddhas. Ihre Verwirklichung steht an erster Stelle, da nur die Buddhaschaft eine Befreiung aus dem Leid (Dukkha) darstellt. Daher wendet man sich auch in besonderer Weise diesen Lehrreden zu.

## Verwendung im Neo-Sannyas

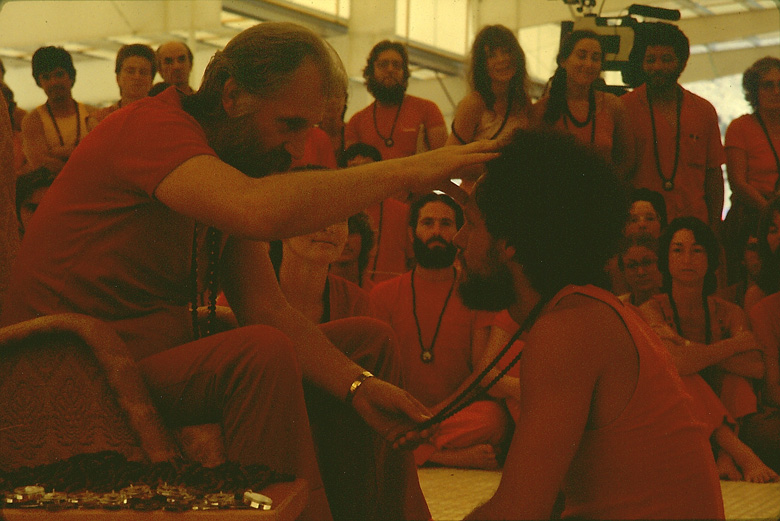
Sannyas-Zeremonie der Bhagwan-Bewegung mit Verleihung der Mala

Im Westen erlangte die Mala Verbreitung in einer speziellen, von den Neo-Sannyasins, den Anhängern von Bhagwan Shree Rajneesh, getragenen Form. Zu den traditionellen 108 Perlen kam als Guru-Perle ein in Holz oder Plastik gerahmtes Bild des Gurus hinzu. Neuen Mitgliedern wurde die Kette in einer Zeremonie umgelegt. Bhagwan, der sich später Osho nannte, erklärte 1986 das Tragen der Mala offiziell für beendet.